# 1944
1944 (MCMXLIV) je bilo prestopno leto, ki se je po gregorijanskem koledarju začelo na soboto.

## Dogodki

### Januar
- 12. januar - sestanek Charles de Gaulle-Winston Churchill v Marakešu
- 14. januar - ubit Walthere Dewé
- 15. januar - skupina G izvede sabotaže na elektično-komunikacijsko omrežje
- 22. januar - anglo-ameriško izkrcanje pri Anziu
- 24. januar - Dwight David Einsenhower je imenovan za vrhovnega zavezniškega poveljnika sil, namenjena za izkrcanje na zahodno Evropo
- 27. januar - Liberija napove vojno Tretjemu rajhu in Japonski.
- 31. januar - ameriška vojska se izkrca na Marshallovih otokih

### Februar
- 14. februar - konec bitke za Leningrad
- 15. februar - zavezniško letalsko bombardiranje samostana Monte Cassino
- 19. februar - pričetek prvega zasedanja SNOSa v Črnomlju
- 20. februar - norveško odporniško gibanje potopi trajekt s tovorom težke vode iz Vemorka
- 23. februar - ameriška vojska zavzame Eniwetok v Marshallovem otočju

### Marec
- 3. marec - zavezniško letalstvo bombardira Rim
- 4. marec - USAF prvič bombardira Berlin podnevi
- 10. marec -
  - zavezniško letalstvo bombardira Rim
  - ustanovljen grški Začasni komite narodne osvoboditve
- 14. marec - zavezniško letalstvo bombardira Rim
- 15. marec -
  - Rdeča armada prodre čez Bug
  - bitka na planoti Glieres
- 19. marec -
  - Rdeča armada prodre čez Dnester
  - nemška vojska zasede Madžarsko
- 29. marec - Rdeča armada prodre čez Prut
- 30. marec - Rdeča armada osvobodi Černjahovsk

### April
- 2. april - pokol v Ascqu
- 10. april - Rdeča armada osvobodi Odeso
- 27. april - nemiri v Bejrutu

### Maj
- 9. maj - Rdeča armada osvobodi Sevastopol
- 12. maj - začetek zavezniške ofenzive v Italiji
- 14. maj - zavezniška vojska prebije Gustavovo linijo
- 18. maj - zavezniki zavzamejo Monte Cassino in Cassino
- 25. maj - vzpostavitev stika z anciškem mostišču

### Junij
- 3. junij - CFLN se razglasi za Začasno vlado francoske republike (GPRF)
- 4. junij - zavezniška vojska vkoraka v Rim
- 5. junij - italijanski princ Umberto II. Savojski postane regent kraljevine
- 6. junij -
  - izkrcanje v Normandiji - operacija Overlord
  - francosko, belgijsko in norveško odporniško gibanje začnejo z obsežnimi sabotažami
  - splošna stavka na Danskem
- 7. junij -
  - Leopold III. in družina je deportirana v Tretji rajh
  - pokol v Tullu
- 8. junij - zavezniki osvobodijo Bayeaux
- 10. junij - pokol v Oradour-sur-Glane
- 13. junij - izstrelitev prvih letečih bomb na Združeno kraljestvo
- 14. junij - Charles de Gaulle se vrne v Francijo
- 16. junij - na Visu podpisan sporazum Tito-Šubašić
- 19. junij - Rdeča armada prebije Mannerheimovo linijo
- 20. junij - Rdeča armada zavzame Viborg
- 23. junij - začetek sovjetske ofenzive na centralni fronti
- 24. junij - dansko odporniško gibanje poruši največjo tovarno orožja v prestolnici
- 26. junij -
  - Rdeča armada osvobodi Vitebsk
  - začetek splošne stavke na Danskem
- 27. junij - ameriška vojska zavzame Cherbourg
- 29. junij - Slovensko domobranstvo so skupaj z nemško vojsko priredili veliko protikomunistično narodno zborovanje na Kongresnem trgu v Ljubljani.

### Julij
- 5. julij - Rdeča armada osvobodi Minsk
- 9. julij - britanska vojska zavzame Caen
- 12. julij - zadnji ministrski svet Vichya
- 16. julij - Rdeča armada osvobodi Vilno
- 18. julij - ameriška vojska zavzame Saint-Lô
- 20. julij - neuspel atentat na Hitlerja
- 21. julij -
  - ameriška vojska se izkrca na Guamu
  - začetek umika francoskega ekspedicijskega korpusa iz Italije
  - nemške oborožene sile napadejo Vercors
- 23. julij - ustanovljen Poljski nacionalni komite
- 27. julij - ZSSR prizna Poljski nacionalni komite
- 31. julij -
  - ameriška vojska zavzame Avranches
  - Rdeča armada osvobodi Lvov in Brest-Litovsk

### Avgust
- 1. avgust - začetek varšavske vstaje
- 2. avgust - prekinitev diplomatskih stikov med Tretjim rajhom in Turčijo
- 3. avgust - nemška vojska v Bretanji je odrezana
- 9. avgust -
  - ameriška vojska prodre do Le Mansa
  - začasna vlada francoske republike vzpostavi suverenost Svobodne Francije na osvobojenem ozemlju
- 10. avgust -
  - FFL osvobodi Alençon
  - železničarska stavka v Parizu
- 15. avgust -
  - zavezniki se izkrcajo v Provansi (operacija Dragoon)
  - stavka metroja in policije v Parizu
- 17. avgust - ameriška vojska zavzame Chartres in Orléans
- 18. avgust - stavka PTT v Parizu
- 19. avgust -
  - bitka pri Falaise-Argentanu
  - vstaja v Parizu
- 20. avgust - FFI osvobodi polotok Quiberon
  - Razpade Vichyjska Francija, člani Vichyjske vlade pobegnejo v izgnanstvo v Nemčijo
- 21. avgust - začetek anglo-ameriško-sovjetske konference v Dumbarton Oaksu
- 22. avgust - zavezniki osvobodijo Firence
- 23. avgust -
  - vstaja v Bukarešti
  - Romunija kapitulira in napove vojno Tretjemu rajhu
- 24. avgust - FFL prodre v Pariz
- 25. avgust -
  - kapitulacija nemške posadke v Parizu
  - Bolgarija zahteva umik nemške vojske iz svojega ozemlja in naprosi zaveznike za premirje
- 26. avgust - Charles de Gaulle pride v Pariz
- 28. avgust - zavezniki osvobodijo Grenoble in Marseille
- 31. avgust - Charles de Gaulle razpusti CNR

### September
- 3. september - FFL osvobodi Lyon in Saint-Étienne, britanska vojska pa Lille in Bruselj
- 4. september -
  - britanska vojska osvobodi Anvers
  - Finska kapitulira
- 5. september -
  - Nizozemska, Belgija in Luksemburg podpišejo sporazum Beneluks
  - ZSSR napove vojno Bolgariji
- 8. september -
  - Bolgarija napove vojno Tretjemu rajhu
  - ameriška vojska osvobodi Liége
  - zavezniška letala v Koprskem zalivu med Izolo in Koprom bombardirajo nasedlo italijansko potniško čezoceansko ladjo Rex
  - kanadska vojska osvobodi Ostende
  - belgijska vlada se vrne v Bruselj
- 9. september -
  - britanska vojska prodre čez Albertov kanal
  - ameriška vojska prodre čez Moselle
- 10. september - francoska vlada razveljavi vichyjsko zakonodajo
- 11. september -
  - konferenca Octagon v Québecu
  - ZSSR in Bolgarija podpišeta premirje
- 12. september -
  - zavezniki osvobodijo Le Havre in Luksemburg
  - ZSSR, ZDA, Združeno kraljestvo in Romunija podpišejo premirje
- 13. september - zavezniki prodrejo v Tretji rajh
- 15. september -
  - Rdeča armada in Titove enote se srečajo pri Negotinu
  - zavezniki osvobodijo Nancy
- 17. september -
  - začetek operacije Market-Garden
  - splošna železničarske stavke na Nizozemskem
- 18. september - ameriška vojska zasede Brest
- 19. september - zavezniki in Finska podpišejo premirje
- 20. september - princ Charles postane regent Belgije
- 22. september - zavezniki osvobodijo Boulogne-sur-Mer
- 24. september - FFI se vključi v FFL
- 25. september - Tretji rajh mobilizira Volkssturm
- 29. september - začetek konference v Dumbarton Oaksu med ZDA, Združenim kraljestvom in Kitajsko
- 30. september - zavezniki osvobodijo Calais

### Oktober
- 1. oktober - Kanadske enote obkolijo in zajamejo 5.000 nemških vojakov pri Calaisu.
- 2. oktober - konec varšavske vstaje
- 4. oktober - britanska vojska se izkrca v Grčiji
- 6. oktober - Rdeča armada prodre na Madžarsko
- 7. oktober - vzhodne arabske države podpišejo aleksandrijski sporazum
- 8. oktober - britanske enote osvobodijo Korint v Grčiji
- 9. oktober - začetek moskovske konference
- 13. oktober - Rdeča armada zasede Rigo
- 14. oktober - britanska vojska zasede Atene
- 15. oktober - madžarski regent Miklós Horthy zaprosi za premirje; oblast prevzame nemški okupator
- 18. oktober - Rdeča armada prodre v Vzhodno Prusijo in Češkoslovaško
- 19. oktober - anglo-indijske enote zavzamejo Tiddim na Burmi
- 20. oktober -
  - JNOV osvobodi Beograd
  - ameriška vojska se izkrca na Leytu na Filipinih
- 28. oktober -
  - v Franciji razpustijo vse oborožene sile, ki ne pripadajo vojski ali policiji
  - Bolgarija in Sovjetska zveza podpišeta premirje v Moskvi

### November
- 6. november - zavezniki osvobodijo Grčijo
- 7. november - Franklin Delano Roosevelt je ponovno izvoljen za predsednika ZDA
- 12. november - RAF potopi nemško vojaško ladjo Tirpitz
- 13. november - Rdeča armada prodre čez Donavo
- 17. november - ameriška podmornica Spadefish potopi japonsko pomožno letalonosilko Shinyo
- 18. november - zavezniki osvobodijo Montbéliard
- 20. november - Nemške enote se umaknejo iz Tirane, Albanija
- 22. november - Sovjetske enote obkolijo Budimpešto
- 23. november - FFL osvobodi Strasbourg
- 26. november - Heinrich Himmler ukaže porušiti krematorij v Auschwitzu
- 28. november - pristanišče v Anversu prične obratovati

### December
- 2. december - začetek francosko-sovjetske konference v Moskvi
- 16. december - začetek ardenske ofenzive
- 22. december - Vo Nguyen Giap postane voditelj novonastale vietnamske osvobodilne vojske
- 26. december -
  - začne se bitka za Budimpešto
  - pričetek nemškega umika iz Ardenov

## Rojstva
- 18. januar - Alexander Van der Bellen, avstrijski politik in ekonomist
- 22. februar - Jonathan Demme, ameriški filmski režiser
- 28. marec - Rick Barry, ameriški košarkar
- 18. april - Albin Planinec, slovenski šahovski velemojster († 2008)
- 14. maj - George Lucas, ameriški filmski režiser
- 15. maj - Ulrich Beck, nemški sociolog († 2015)
- 18. maj - Jože Balažic, slovenski glasbenik, Avsenikov trobentar († 2022)
- 2. junij - Ivo Umek, slovenski arhitekt, glasbenik in urednik
- 7. september - Bora Milutinović, srbski nogometni trener
- 9. oktober - Peter Tosh, jamajški pevec reggaeja, kitarist, glasbenik († 1987)
- 2. december - Ibrahim Rugova, kosovsko-albanski politik († 2006)
- 17. december - Elda Viler, slovenska pevka
- Prince Far I, jamajški pevec reggaeja, glasbenik († 1983)

## Smrti
- 1. februar - Piet Mondrian, nizozemski slikar (* 1872)
- 10. februar - Eugène Michel Antoniadi, grški astronom turškega rodu (* 1870)
- 22. februar - Karel Destovnik - Kajuh, slovenski pesnik in narodni heroj (* 1922)
- 8. marec - Ernst Mally, avstrijski filozof in logik (* 1879)
- 15. april - Giovanni Gentile, italijanski fašist in filozof (* 1875)
- 11. julij - Josip Vandot, slovenski pisatelj (* 1884)
- 12. julij - Sergej Nikolajevič Bulgakov, ruski filozof in teolog (* 1871)
- 26. julij - Reza Pahlavi, odstavljeni iranski šah (* 1878)
- 31. julij - Antoine de Saint-Exupery, francoski pilot in pisatelj (* 1900)
- 23. avgust - Abdulmedžid II., zadnji kalif Osmanskega kalifata (* 1868)
- 14. oktober - Erwin Rommel, nemški feldmaršal (* 1891)
- 7. november - Franc Rozman-Stane, slovenski partizanski komandant (* 1911)
- 9. november - Inoue Tecudžiro, japonski konfucijanski filozof (* 1856)
- 22. november - sir Arthur Stanley Eddington, angleški fizik, astronom, astrofizik, matematik, popularizator znanosti (* 1882)
- 13. december - Vasilij Vasiljevič Kandinski, ruski slikar, grafik, umetnostni teoretik] (* 1866)

## Nobelove nagrade
- fizika - Isidor Isaac Rabi
- kemija - Otto Hahn
- fiziologija ali medicina - Joseph Erlanger, Herbert Spencer Gasser
- književnost - Johannes Vilhelm Jensen
- mir - Mednarodni komite Rdečega križa